# Бігфут

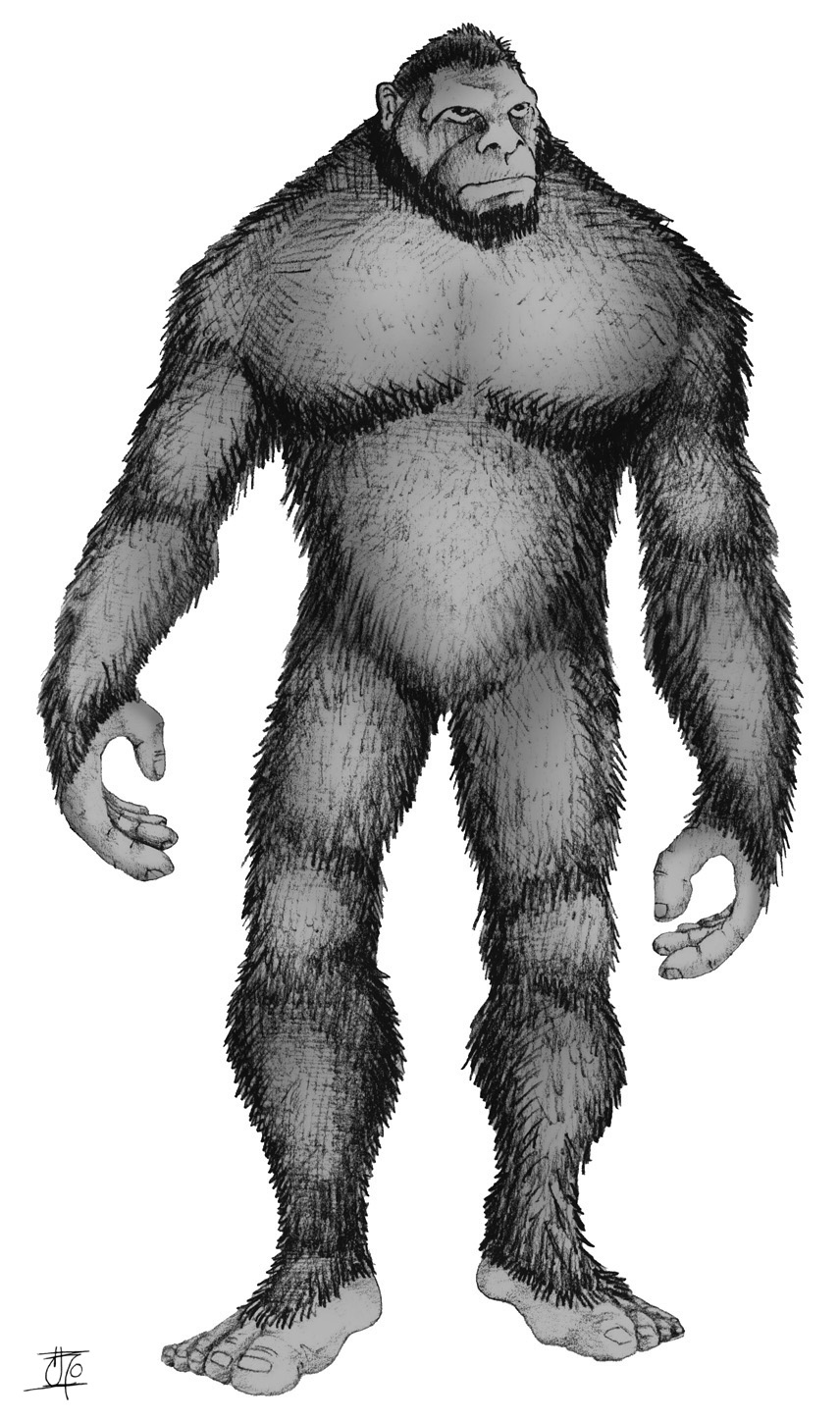
Уявлення художника про бігфута

Території свідчень про зустріч із бігфутами.
Найтемніший відтінок вказує на понад 400 повідомлень, а найсвітліший - на менш ніж 10 повідомлень про Бігфута.

Бігфут (англ. Bigfoot, «велика нога»), також відомий як сасквоч або саскветч, сасквач (англ. Sasquatch, з індіанської мови халкомелем) — назва ссавця, схожого на людиноподібну мавпу, що, можливо, мешкає у лісах Північно-Тихоокеанського регіону Північної Америки. Зазвичай його описують як великого волохатого гомініда, що пересувається на двох ногах.
Наукова спільнота вважає, що повідомлення про бігфутів поєднують у собі народні перекази, неправильну ідентифікацію та шахрайство. У цілому вченими зазначається, що виявлення подібних прихованих видів є вкрай неймовірним, оскільки для підтримки чисельності популяції необхідне неправдоподібно велике число окремих особин, а також тому що кліматичні умови та особливості джерел їжі роблять малоймовірним виживання тварин із подібними характеристиками. Попри це, бігфут уважається одним із найвідоміших видів, існування якого визнається прихильниками криптозоології.

## Опис
За описами очевидців, бігфут схожий на велику людиноподібну мавпу зростом від 1,8 до 3 метрів та вагою понад 200 кілограмів, покриту темно-коричневою, темно-рудою або сірою шерстю. Ймовірні очевидці згадували великі очі, виражені надбрівні дуги та великий, низько розташований лоб. Зазвичай очевидці згадують про сильний неприємний запах, що супроводжує бігфута.
Бігфут залишає сліди великого розміру (через що він і отримав таку назву в англійській мові). Довжина їх становить до 60 см, а ширина — до 20 см. Більшість зліпків слідів є п'ятипалими, але є зліпки з числом пальців від 2 до 6. У деяких відбитках є сліди кігтів, що говорить про те, що вони могли бути залишені ведмедями. Прихильники теорії існування бігфута заявляють, що він є всеїдним і веде переважно нічний спосіб життя.

## Бігфут у в образотворчому мистецтві
- «Бігфут»  малюнок найвідомішого художника